# Episodi di El ministerio del tiempo (terza stagione)
La terza stagione della serie televisiva El ministerio del tiempo, composta da 13 episodi, è stata trasmessa in Spagna per la prima volta sul canale La 1 della Televisión Española (TVE) dal 1 giugno 2017.
| nº | Titolo originale             | Titolo italiano | Prima TV Spagna   | Prima TV Italia |
| -- | ---------------------------- | --------------- | ----------------- | --------------- |
| 1  | Con el tiempo en los talones |                 | 1 giugno 2017     |                 |
| 2  | Tiempo de espías             |                 | 8 giugno 2017     |                 |
| 3  | Tiempo de hechizos           |                 | 15 giugno 2017    |                 |
| 4  | Tiempo de ilustrados         |                 | 22 giugno 2017    |                 |
| 5  | Tiempo de esplendor          |                 | 29 giugno 2017    |                 |
| 6  | Tiempo de esclavos           |                 | 6 luglio 2017     |                 |
| 7  | Tiempo de censura            |                 | 18 settembre 2017 |                 |
| 8  | Tiempo de conquista          |                 | 25 settembre 2017 |                 |
| 9  | El cisma del tiempo          |                 | 2 ottobre 2017    |                 |
| 10 | Refugiados por el tiempo     |                 | 9 ottobre 2017    |                 |
| 11 | Tiempo de verbena            |                 | 16 ottobre 2017   |                 |
| 12 | Contratiempos                |                 | 25 ottobre 2017   |                 |
| 13 | Entre dos tiempos            |                 | 1 novembre 2017   |                 |

## Con el tiempo en los talones
- Diretto da: Marc Vigil
- Scritto da: Carlos de Pando e Javier Pascual

### Trama
- Ascolti Spagna: spettatori 2.040.000 (12,6%)

## Tiempo de espías
- Diretto da: Jorge Dorado
- Scritto da: Anaïs Schaaff, Javier Pascual e Javier Olivares
- Ascolti Spagna: spettatori 1.730.000 (10,5%)

## Tiempo de hechizos
- Diretto da: Koldo Serra
- Scritto da: Anaïs Schaaff e Ángel Aranda
- Ascolti Spagna: spettatori 1.441.000 (9,1%)

## Tiempo de ilustrados
- Diretto da: Jorge Dorado
- Scritto da: Carlos de Pando e Alonso Laporta
- Ascolti Spagna: spettatori 1.557.000 (10,2%)

## Tiempo de esplendor
- Diretto da: Oskar Santos
- Scritto da: Anaïs Schaaff, Javier Pascual e Javier Olivares
- Ascolti Spagna: spettatori 1.478.000 (9,8%)

## Tiempo de esclavos
- Diretto da: Ignasi Taruella
- Scritto da: Carlos de Pando, Alonso Laporta e Javier Olivares
- Ascolti Spagna: spettatori 1.248.000 (8,4%)

## Tiempo de censura
- Diretto da: Abigail Schaaff
- Scritto da: Carlos de Pando, Alonso Laporta e Javier Olivares
- Ascolti Spagna: spettatori 1.555.000 (10,5%)

## Tiempo de conquista
- Diretto da: Koldo Serra
- Scritto da: Javier Pascual e Alberto López
- Ascolti Spagna: spettatori 1.579.000 (10,5%)

## El cisma del tiempo
- Diretto da: Miguel Alcantud
- Scritto da: Javier Pascual, Anaïs Schaaff e Javier Olivares
- Ascolti Spagna: spettatori 1.408.000 (8,7%)

## Refugiados por el tiempo
- Diretto da: Gabe Ibáñez
- Scritto da: Ángel Aranda, Pablo Lara e Javier Olivares
- Ascolti Spagna: spettatori 1.451.000 (9,1%)

## Tiempo de verbena
- Diretto da: Miguel Alcantud
- Scritto da: Javier Pascual, Anaïs Schaaff e Javier Olivares
- Ascolti Spagna: spettatori 1.296.000 (8,4%)

## Contratiempos
- Diretto da: Marcos Castillo
- Scritto da: Carlos de Pando, Alonso Laporta, Anaïs Schaaff e Javier Olivares
- Ascolti Spagna: spettatori 983.000 (5,9%)

## Entre dos tiempos
- Diretto da: Miguel Alcantud
- Scritto da: Javier Pascual, Alonso Laporta, Carlos de Pando e Javier Olivares
- Ascolti Spagna: spettatori 1.087.000 (7,1%)